# L'Idole (film, 1948)
Pour les articles homonymes, voir L'Idole.
Pour plus de détails, voir Fiche technique et Distribution.
L'Idole est un film français réalisé par Alexandre Esway, sorti en 1948.

## Synopsis
Un manager peu scrupuleux décide de faire d'un parfait inconnu, Luc Fenton, la nouvelle idole du monde de la boxe.
Fenton s'entraîne durement et remporte une série de victoires qui fait de lui un véritable héros national. Mais il ignore qu'en réalité tous ses combats sont truqués par son manager afin qu'il soit vainqueur. Il apprend la vérité le jour où l'arrangement conclu avec l'adversaire doit le voir perdre en commettant une irrégularité qui le fera disqualifier par l'arbitre.
Révolté, Fenton décide de se battre honnêtement. Au terme d'un dur combat, il est vaincu. Dans les vestiaires, après sa défaite, il révèle aux journalistes stupéfaits la vérité sur sa carrière de boxeur et retourne à l'anonymat auprès de celle qui l'a toujours aimé pour lui-même et non parce qu'il était une idole.

## Fiche technique
- Titre : L'Idole
- Réalisation : Alexandre Esway
- Scénario : Marcel Rivet
- Dialogues : Jean-Paul Le Chanois
- Photographie : Paul Cotteret
- Son : Marcel Royné
- Décors : Robert Jules Garnier
- Montage : Raymond Louveau
- Musique : Jean Marion
- Société de production : Les Films Vog - Les Productions Sigma
- Tournage : du 12 mai au 12 juillet 1947
- Pays de production :  France
- Format : Noir et blanc — 35 mm — 1,37:1 — Son : Mono
- Genre : Comédie dramatique
- Durée : 90 minutes (1 h 30)
- Date de sortie : 
  - France : 13 février 1948
- Numéro de visa : 6120 (délivré le 15/10/1947)

## Distribution
- Yves Montand : Luc Fenton
- Suzanne Dehelly : Valérie Jourdan, la secrétaire
- Danielle Godet : Françoise
- Albert Préjean : le manager
- Yves Deniaud : l'entraîneur de Luc Fenton
- Robert Berri : un boxeur
- Jacques Sernas
- Jean Berton
- Pierre Labry
- Maurice Régamey
- Georges Tourreil